# Salfords
 (novembre 2023).
Salfords est une localité anglaise du Surrey située au sud du centre de Londres.